# Apache - Pioggia di fuoco
Apache - Pioggia di fuoco (Fire Birds) è un film del 1990 diretto da David Green.

## Trama
Viene pianificata un'operazione congiunta tra una task force antidroga e l'esercito degli Stati Uniti per smantellare uno dei più grandi cartelli della droga che operano in Sud America, che ha ingaggiato un abile pilota che con un MD 500 armato abbatte un elicottero USA all'inizio del film. Il pilota Jake Preston (Nicolas Cage) viene successivamente arruolato nel programma, basato sull'elicottero da combattimento Apache.
Al suo arrivo presso il corso di formazione, incontra la sua ex-fidanzata Billie Lee Guthrie (Sean Young), che ha interrotto il loro rapporto per proseguire la carriera di pilota di elicotteri da osservazione (OH 58) , che lavorano spesso a fianco degli elicotteri Apache. Durante il programma di addestramento, Preston si rivela essere affetto da una dominanza dell'occhio sinistro, che rende difficile per lui di utilizzare il sistema di mira basato su mirino ottico installato sul casco di volo del pilota di Apache. Utilizzando un metodo di allenamento non convenzionale ma efficace, l'istruttore Brad Little (Tommy Lee Jones) aiuta Preston a superare il suo handicap.
Il film si conclude con la missione per arrestare i leader del cartello della droga, che tuttavia attaccano il campo USA, e durante la missione Preston affronta in combattimento aereo il pilota mercenario, lo neutralizza e presta soccorso a Billie, precipitata in seguito a uno scontro a fuoco col citato pilota.